# Homigot

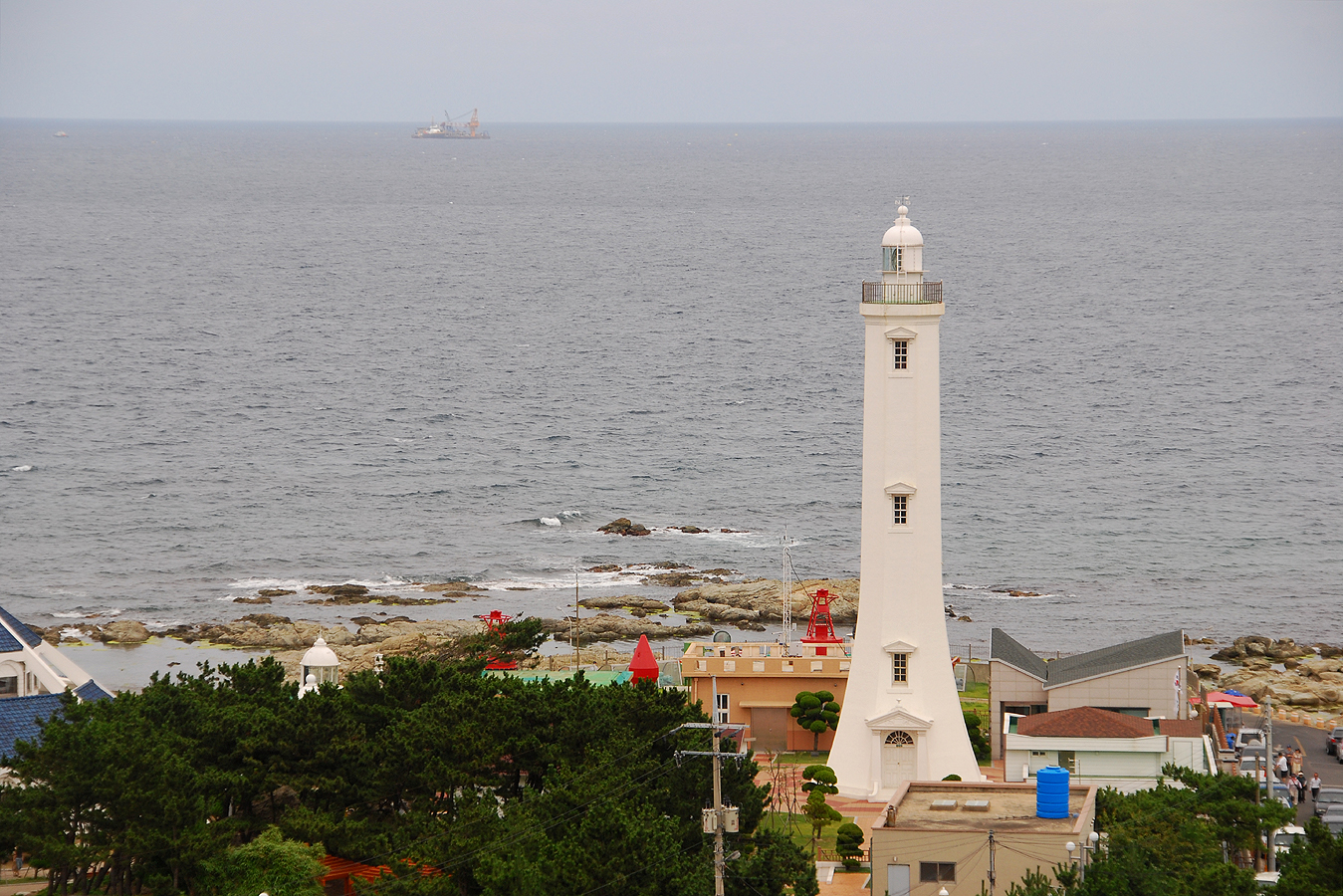
Leuchtturm von der New Millennium Hall aus gesehen

Homigot (koreanisch 호미곶), auch Janggigot (장기곶) genannt, ist der nordöstlichste Punkt einer rund 20 km langen Halbinsel an der Südostküste in Südkorea nahe der Stadt Pohang. Bekannt ist Homigot unter anderem durch seinen Leuchtturm, der als der höchste und älteste Leuchtturm Südkoreas gilt und durch das jährlich zum Jahresausklang stattfindende Homigot Sunrise Festival.

## Geografie
Die Halbinsel gehört administrativ zur Provinz Gyeongsangbuk-do und befindet sich auf dem nordöstlichen Punkt der östlich von Pohang in das Japanische Meer hineinreichenden Halbinsel. Die Örtlichkeit gehört der Landgemeinde Daebo-Myeon, welcher Pohang-Namgu (포항 남구), dem südlichen Bereich von Pohang, zugeordnet ist. Die Halbinsel selbst stellt den östlichsten Punkt der Koreanischen Halbinsel dar.

## Namensherkunft
Der Namen Homigot soll sich aus den Silben 장 (ho) für Tiger, 기 (mi) für Schwanz und 곶 (got) für kleiner Hafen zusammensetzen.

## Geschichte

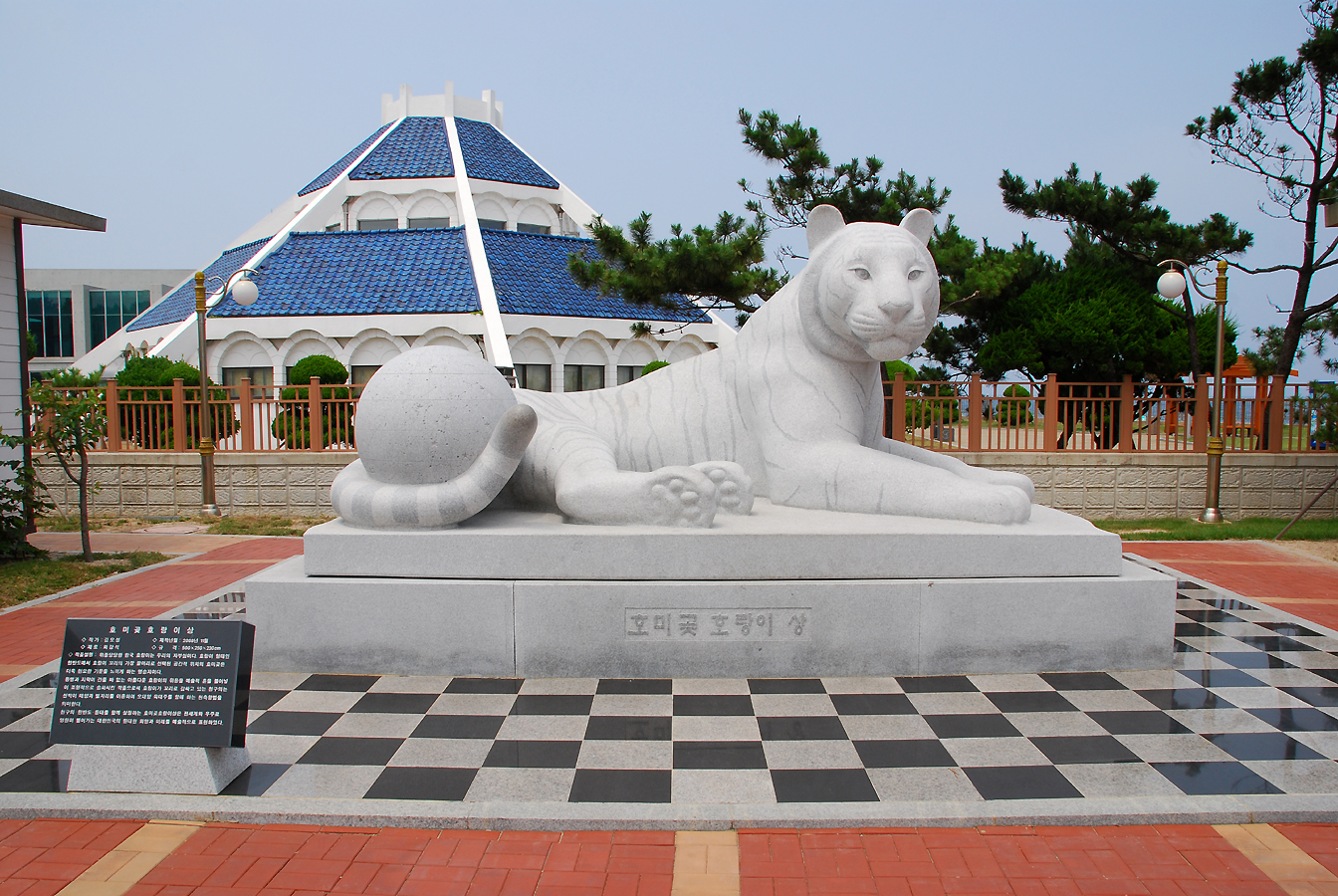
Tigerstatue auf Homigot

Nam Sa Go (南師古) (1506–1571), Astrologe und Wahrsager unter der Regentschaft von König Myeongjong im 16. Jahrhundert, interpretierte die Koreanische Halbinsel als Verkörperung eines Tigers und die Homigot-Halbinsel als den zugehörigen Schwanz. Rund vierhundert Jahre später beschrieb der Gelehrte Choi Nam Seon (최남선) (1890–1957) die Form der Koreanischen Halbinsel als einen Tiger, der an den Paektusan-Bergen mit seinen Pfoten an der Provinz von Sibirien kratzt. Es wurde damals gesagt, dass der Schwanz des Tigers die Kraft und den Wohlstand der Koreas verkörperte. Während der Zeit, als Korea eine Kolonie Japans war (1910–1945), wurden auf Veranlassung der Provinzregierung Eisenstangen am Kap von Homigot in den Boden gerammt. Um eine Abwertung des koreanischen Bewusstseins herbeizuführen, benannte man die Halbinsel in Janggigot (장기곶) um, welches grob mit „Schwanz des Hasen“ übersetzt werden kann.

## Homigot-Leuchtturm

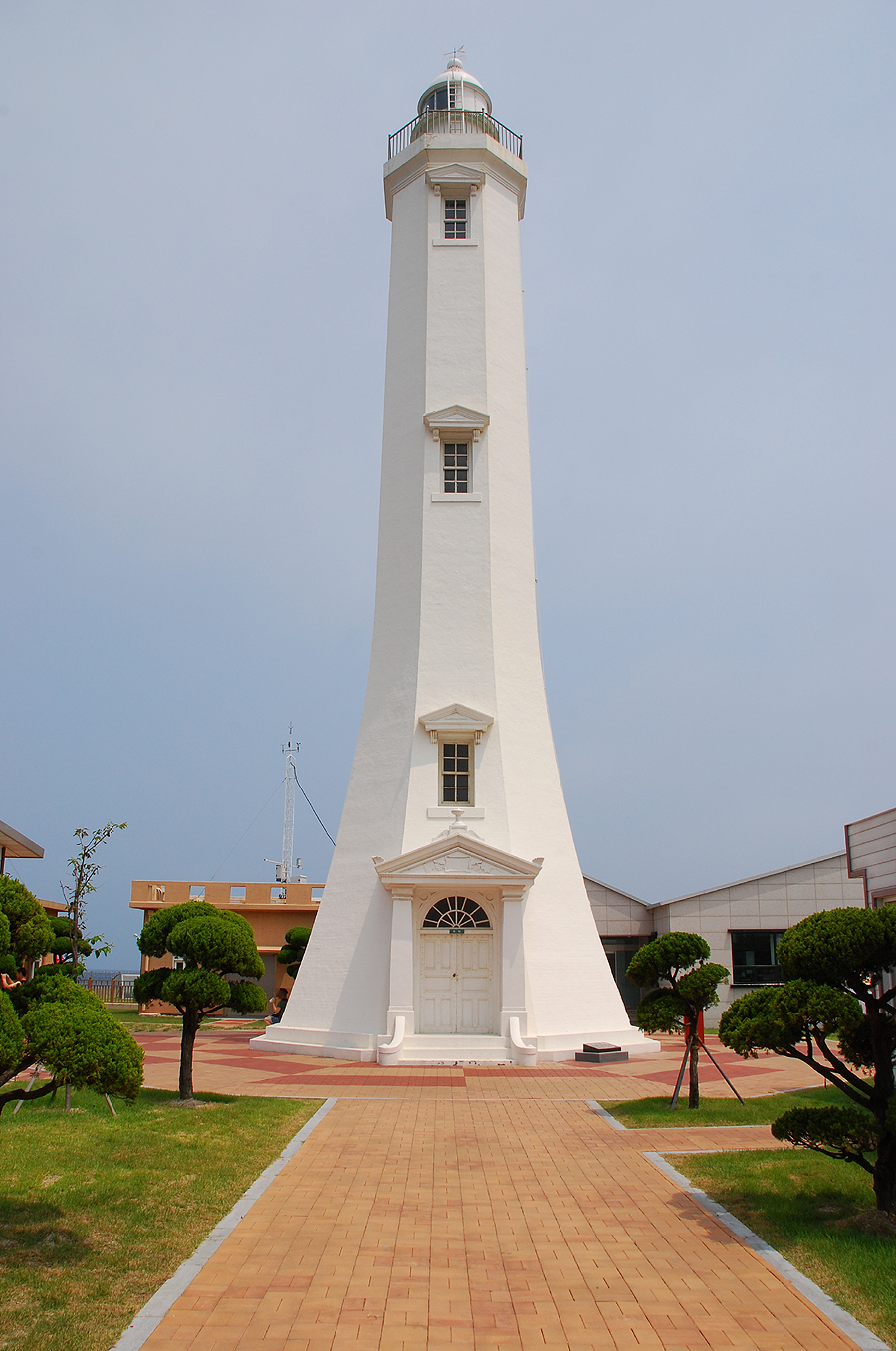
Homigot-Leuchtturm

Unweit des Kap von Homingot wurde 1903 der 26,4 Meter hohe Homigot-Leuchtturm (호미곶 등대) erbaut. Von französischen Architekten in oktogonaler Architektur geplant und ausgeführt gilt der Leuchtturm heute als der schönsten seiner Art in Südkorea. Dort ist er auch der älteste und nach wie vor der höchste Leuchtturm des Landes. Die Bauausführung übernahm eine chinesische Firma.
Der Leuchtturm, der jede 12 Sekunden ein 27 Seemeilen weit reichendes weißes Blitzlicht aussendet, wurde errichtet, nachdem 1901 ein japanisches Schiff an der Küste auf unter Wasser liegende Felsen auflief und sank. Die Brennebene der eingesetzten Linse beträgt 31 m und bei Nebel sendet das Nebelhorn alle 60 Sekunden eine akustisches Signal.
Der Turm ist mit einer breiten Basis, nach oben stark verjüngend, in Backsteinbauweise ohne verstärkende Eisenelemente ausgeführt. Die Eingangstür und die drei darüber liegenden Fenster wurden im griechischen Tempelstiel gestaltet. Innen besitzt das Bauwerk sechs Etagen, wobei jede einzelne Decke jeder Etage mit einem Blütenmuster eines Birnbaums verziert ist. Das Muster symbolisierte die Königliche Familie zu Zeiten der Joseon-Dynastie. In der japanischen Kolonialzeit wurden die Symbole mit Metallplatten überdeckt, welche das Chrysanthemensymbol zeigten. Des Weiteren wurde der Leuchtturm in Janggigot Leuchtturm (장기곶 등대) umbenannt. Nach der Unabhängigkeit Südkoreas von Japan wurde der Leuchtturm wieder zu seinem ursprünglichen Namen umbenannt.

## Nationales Leuchtturm-Museum

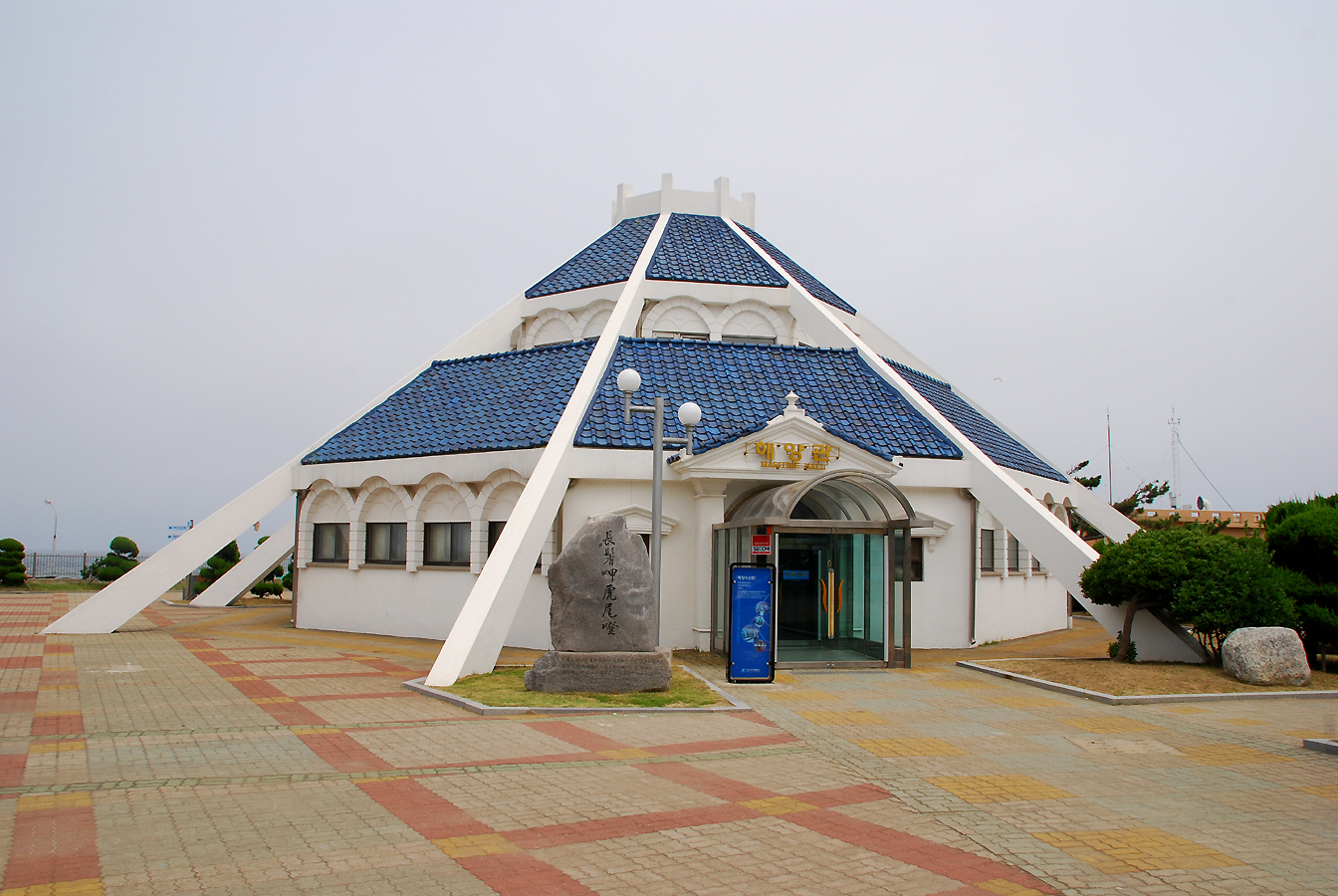
Nationales Leuchtturm-Museum

Das Nationale Leuchtturm-Museum (국립 등대 박물관, Guglib Teungdae Pagmulgwan) wurde ursprünglich am 7. Februar 1985 unweit des Leuchtturms von der Stadt Pohang, seinerzeit noch Yeongil Gun genannt, gegründet. Im Jahr 2002 wurde das Museum renoviert und als nationales Museum wiedereröffnet. Das Museum beherbergt derzeit mehr als 4.200 Ausstellungsstücke in rund 320 Kategorien, zusammengetragen von Leuchttürmen aus dem ganzen Land. Neben den Ausstellungsgegenständen wird auch das Leben und die Arbeitsbedingungen der Leuchtturmwärter veranschaulicht. Das Museum  ist das Einzige seiner Art in Südkorea und untersteht dem Ministerium für Seefahrt und Fischerei.

## Sunrise Festival
Seit 1999 wird jedes Jahr am Morgen des Seollal am Kap das sogenannte Homigot Sunrise Festival (호미곶 해맞이 축제) gefeiert. Da Homigot im östlichsten Bereich Südkoreas liegt und die Sonne beim Sonnenaufgang früher zu sehen ist als im Rest des Landes, pilgern jedes Jahr unzählige Besucher zu diesem Küstenstreifen um die erste Sonne des neuen Jahres erblicken zu können. Das Festival zum Jahreswechsel zieht jedes Jahr rund 10.000 Besucher an.